# Eupelmus compressiventris
Eupelmus compressiventris är en stekelart som beskrevs av William Harris Ashmead 1904. Eupelmus compressiventris ingår i släktet Eupelmus och familjen hoppglanssteklar. Inga underarter finns listade i Catalogue of Life.